# Skt. Gotthard-passet
Skt. Gotthard-passet eller Gotthard-passet (italiensk: Passo del San Gottardo, tysk: Gotthardpass) er en af de vigtigste overgange i Alperne. Med en position omtrent midt i bjergkæden forbinder passet Europa nord og syd for Alperne, nærmere bestemt Reuss-dalen med Levantina-dalen, begge i Schweiz.
Under passet er i tidens løb udgravet indtil flere tunneller for at forbedre infrastrukturen i området. Skt. Gotthardtunnelen på 15 km til jernbanetrafik blev indviet i 1882. En 17 km lang motorvejstunnel under passet åbnede i 1980. Begge disse går fra Göschenen i nord til Airolo i syd, men følger hver sin vej gennem Alperne. Endelig blev en ny lavtliggende jernbanetunnel, Gotthard-Basistunnelen på mere end 57 km indviet d. 1. juni 2016.

## Historie
Navnet stammer fra Gotthard fra Hildesheim, en bayersk biskop, der levede omkring år tusind, helgenkåret i 1138. Passet er den mest direkte vej nord-syd, men også en af de mest besværligt tilgængelige før bygningen af veje og broer. Først i 1775 kendes den første passage med vogn gennem passet.

## Galleri
- Sydsiden - Tremola
- Passet 1974
- Sydsiden - hovedvej 2
- Sydsiden - hovedvej 2
- Sydsiden - hovedvej 2
- Tremola (brostensbelagt)

## Den gamle landevej
I efteråret 2018 vinterlukkede vejen (Tremola) over passet den 6. november. Rydningen af vejen tager normalt mellem 4 og 6 uger med køretøjer bygget til snerydning af store snemængder. I foråret 2019 kunne der konstateres op til 13 meter sne på vejen. Vejen med benævnelsen Tremola på passets sydside er brostensbelagt.
Passet er 27 km langt fra Andermatt til Ariola. 24 km fra Hospental til Ariola. Det er via hovedvej 2 på sydsiden. Via Tremola er ruten over passet 23,3 km.

## Geologi
Gotthard-passet ligger på Gotthard-massivet, som er blandt de mest markante vandskel i Europa. Flere store floder udspringer i massivet. Det er bl.a. Rhinen, Reuss, Aare, Rhône og Ticino. Rhinen løber mod nord og munder ud i Nordsøen. Rhône løber mod syd til sydfrankrig og udmunder i Middelhavet. Ticino er en stor biflod til floden Po i Italien, som munder ud i Adriaterhavet.